# Johan Wagenaar
Johannes (Johan) Wagenaar (Utrecht, 1 november 1862 – Den Haag, 17 juni 1941) was een Nederlands componist, muziekpedagoog, dirigent en organist. Hij bekleedde veel belangrijke functies in het muziekleven van beide steden.

## Levensloop
Hij was zoon van Johanna Wagenaar. Hijzelf was getrouwd met de Groningse Dina Petronella Valkenburg. Dochters Nelly Wagenaar en Johanna Wagenaar waren beiden pianiste.
Wagenaar kreeg zijn muziekopleiding van Willem Petri en Theodorus Leonardus van der Wurff (piano), Gerard Veerman (viool), Richard Hol (compositie, harmonieleer en orgel) en Samuel de Lange jr. (aanvullende orgellessen in Den Haag). In 1885 verkreeg hij zijn diploma’s van de Maatschappij tot Bevordering der Toonkunst en kon gaan werken als pianoleraar aan de Utrechtse Muziekschool.
Hij werd toen ook tweede violist van het Stedelijk Orkest Utrecht; hij daar tevens voor twee jaar begeleider. Hij speelde enkele jaren viool dan wel altviool in de Utrechtse 'stadsconcerten' en werd assistent van organist Richard Hol en in 1888 als opvolger van zijn leermeester organist van de Domkerk. Een jaar eerder had hij al wat taken van Hol aan de muziekschool overgenomen. Tijdens een verlofjaar in 1892 kreeg hij les in contrapunt bij Heinrich von Herzogenberg in Berlijn. Hij dirigeerde bij terugkomst vanaf 1893 het door hem opgerichte Muzikale Kring, maar vanaf 1896 ook de Utrechtse Mannenzangvereniging (ook al opvolger van Hol) en ook van het door hem opgerichte Utrechts a cappella-koor.
Hij zou ook dirigent zijn van de Toonkunstkoren in Utrecht, Arnhem en Leiden. Van 1919 tot 1937 was hij als opvolger van Henri Viotta directeur van het Koninklijk Conservatorium Den Haag. Tot zijn talrijke leerlingen behoorden Peter van Anrooy, Willem Pijper, Alexander Voormolen, Léon Orthel, J.S. Brandts Buys, Hans Brandts Buys, Johannes Röntgen en Jacob van Domselaer.
In 1916 ontving Wagenaar een eredoctoraat (Doctor honoris causa) van de Universiteit Utrecht en was erelid van de Maatschappij tot Bevordering der Toonkunst. Voor die gelegenheid componeerde hij zijn Sinfonietta voor orkest. Naar hem is de Johan Wagenaar-Prijs genoemd.
Hij werd begraven op Oude Eik en Duinen. Zijn rouwadvertentie meldde Commandeur Orde van Oranje-Nassau, ridder in de Orde van de Nederlandse Leeuw en een gouden medaille van Kunsten en Wetenschappen.

## Werk
In zijn composities is een eigen, Nederlandse stijl herkenbaar, bijvoorbeeld in de cantate De Schipbreuk en in de orkestwerken Cyrano de Bergerac en De getemde feeks. Belangrijke inspiratiebronnen waren echter Richard Strauss en Hector Berlioz, en ook wel Edward Elgar. Met name zijn ouvertures maakten indruk door hun sprankelende stijl, humor en kleurrijke orkestratie.

## Enkele werken

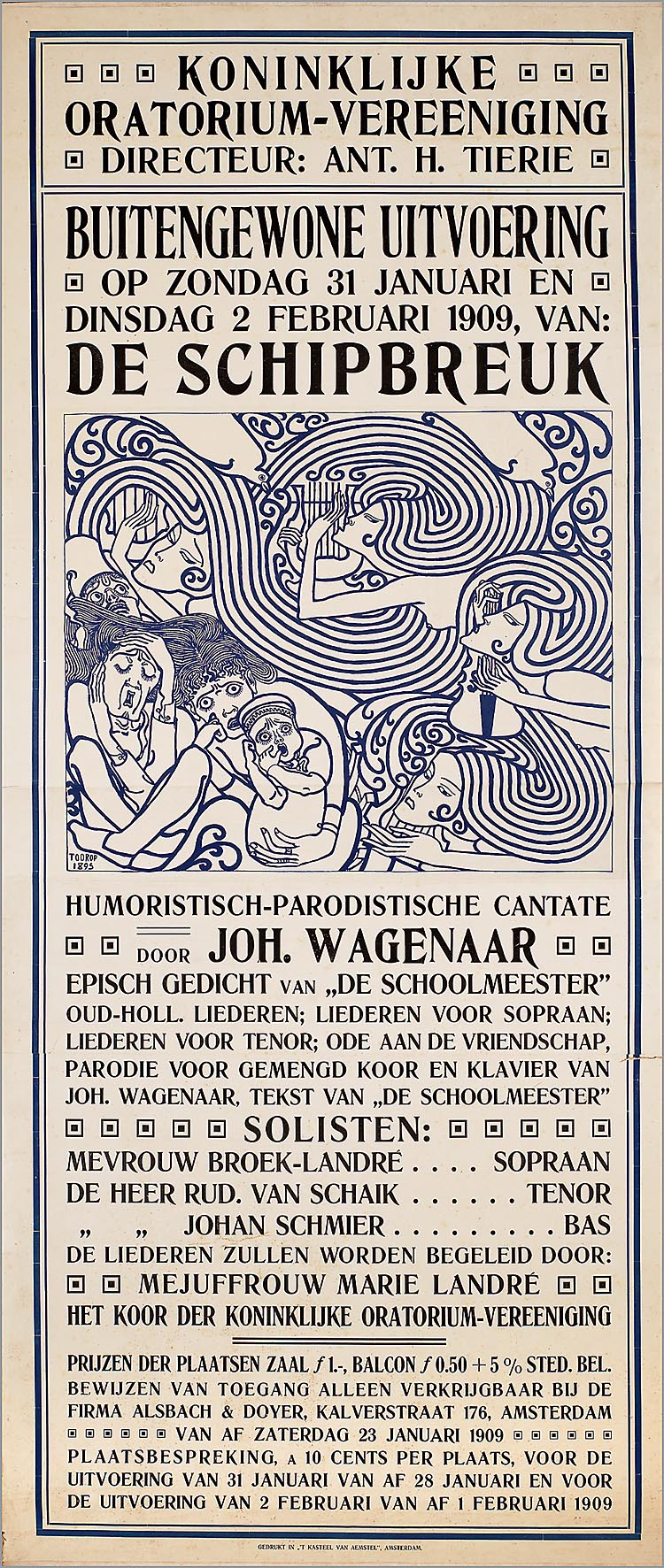
Affiche voor een opvoering van de cantate "De schipbreuk" door de Koninklijke Oratorium-Vereeniging in 1909 (met tekenwerk van Jan Toorop).

- Opus 1 - Impromptu à la Mazurka voor piano
- Opus 2 - Fantasiestukken voor viool en piano
- Opus 3 - Introductie en fuga voor orgel
- Opus 4 - Kwintet voor 2 violen, 2 altviolen en cello
- Opus 5 - Frithjof's Meerfahrt - Symphonisch gedicht
- Opus 6 - Fünf Lieder voor zang en piano
- Opus 7a - Lied voor zang en piano
- Opus 7b - 3 Vrouwenkoren a capella
- Opus 8a - Cantate De schipbreuk, 1889, onder meer no 3 Wals
- Opus 8b - Fancy-fair (Weensche wals) voor orkest
- Opus 9 - Koning Jan (Ouverture) naar Shakespeares King Lear
- Opus 11 - Concertouverture Frühlingsgewalt, 1892
- Opus 12 - 3 dubbelcanons voor vrouwenkoor a capella
- Opus 12a - Koraalbewerking en Fugetta voor orgel
- Opus 13 - Romantisch Intermezzo voor orkest
- Opus 14 - Calme des Nuits voor gemengd koor en piano
- Opus 15 - Bruidsvaart der Roze - Wals voor vrouwenkoor en piano
- Opus 16a - Zweedsche Marsch voor mannenkoor en orkest of piano quatre mains
- Opus 16b - Ode aan de vriendschap voor gemengd koor en piano
- Opus 17 - Seefahrt voor mannenkoor a capella
- Opus 18 - Prière au Printemps voor vrouwenkoor en piano
- Opus 19 - Fantasie over een oud Nederlandsch lied voor mannenkoor en orkest
- Opus 20 - Opera De doge (of koopman) van Venetië naar Shakespeares The merchant of Venice
- Opus 21 - Levenszomer - Symphonisch Gedicht voor orkest, phantasie voor orkest, 1903
- Opus 22 - Hans und Grethel voor vrouwenkoor a capella
- Opus 23 - Ouverture Cyrano de Bergerac
- Opus 24 - Saul en David, symfonisch gedicht, 1906
- Opus 25 - Ouverture De getemde feeks voor  Shakespeares blijspel The taming of the shrew, 1909
- Opus 27 - Ouverture De Cid met slot voor concertuitvoering : voor orkest, 1916-1917
- Opus 28 - 3 canons voor vrouwenstemmen
- Opus 29 - De fortuinlijke kist - Zangspel in één bedrijf voor vrouwenkoor
- Opus 30 - Chanson - Vijfstemmig madrigaal
- Opus 31 - Des winters als het reghent voor vrouwenkoor a capella
- Opus 32 - Sinfonietta (Symphoniëtta) voor orkest in C groot, 1917
- Opus 33 - Canticum voor gemengd koor
- Opus 34 - Avondfeest en Bruidsmarsch voor orkest
- Opus 35 - Jupiter Amans voor koor, soli, piano en orkest
- Opus 36 - Ouverture Driekoningenavond naar Shakespeares Twelfth Night, 1928
- Opus 37 - Intermerzzo pastorale voor orkest
- Opus 38 - Wiener dreivierteltakt, 1929
- Opus 39 - Ouverture voor orkest De philosophische prinses, voor Gozzi's comedie La principessa filosofa
- Opus 40 - Larghetto voor hobo en orkest, 1934
- Opus 41 - Aveux de Phèdre: scène tirée de la tragédie 'Phèdre' de Jean Racine pour soprano et orchestre, 1935
- Opus 42 - Psalm 100, vers 4 (voor koor a capella)
- Opus 45 - Ouverture Amphitrion voor orkest, 1938
- Opus 48 - Ouverture Elverhöi, 1940
- Rondedans "Hei 't was in de Mei" voor zang en piano (1889)
- Liedje van de Linden voor zang en piano (1889)
- Intermezzo voor orgel (1889)
- Schemering voor zang en piano (1894)
- Twee humoristische dialogen voor sopraan en bas (1894)
- Intrada voor orgel (1894)
- Proefzingen - Humoristische scène in één bedrijf (1913)
- Koraalfantasie over "Komt dankt nu allen God" voor orgel, twee trompetten en drie bazuinen (1923)
- Feestmarsch voor het Concertgebouw Orkest (1937)

Het Concertgebouworkest heeft tussen 1902 en 2013 tal van zijn werken meerdere keren op de lessenaars. Af en toe stond hij daarbij zelf voor het orkest. Populair was daarbij Ouverture De getemde feeks, dat 89 keer gespeeld is door dat orkest (gegevens 4 september 2022). In 2013 ging dat werk zelfs mee op wereldtournee onder leiding van Mariss Jansons, in Peking vervangen door Rory Macdonald. Het werk wordt op de voet gevolgd door de Ouverture Cyrano de Bergerac, dat 79 keer gespeeld werd in dezelfde periode, zelfs Charles Dutoit leidde het werk tijdens een concertreis door Zuid-Afrika met concerten in Kaapstad, Durban en Pretoria (9, 10 en 12 maart 2013).

## Meer lezen
- Wagenaar, Johannes (1862-1941) in het Biografisch Woordenboek van Nederland
- Cor Backers: Nederlandsche componisten van 1400 tot op onzen tijd. J. Philip Kruseman, 's-Gravenhage, 1941. - (Beroemde musici, deel XXII), pag. 96-101. - Bevat gedetailleerde werkenlijst.
- Johannes Wagenaar en Jaap van Benthem: Johan Wagenaar (1862-1941) : Leven en werk van een veelzijdig kunstenaar. Walburg Pers, Zutphen, 2004. ISBN 90 5730 334 5

Haendel · Lulli · Scarlatti · Mozart · Cherubini · Weber · Berlioz · Chopin · Liszt · Wagner · Gounod · Reincken · Schuijt · Obrecht · Sweelinck · Orl. Lassus · Clemens n.P. · Wanning · Brahms · Rubinstein · Niels Gade · Verhulst · Schumann · Mendelssohn · Schubert · Spohr · Beethoven · Haydn ·  Bach · Strawinsky · Pijper · Ravel · Reger · Wagenaar · Tschaikovsky · Zweers · Bruckner · Mahler · Franck · Diepenbrock · Debussy · Dopper · Richard Strauss · Röntgen · Bartók · Dvořák
- Bibliothèque nationale de France: cb13934613q (data)
- Biografisch Portaal: 16825959
- Gemeinsame Normdatei: 11755295X
- International Standard Name Identifier: 0000 0000 8156 9661
- Library of Congress Control Number: n83066232
- MusicBrainz: d9d7ee67-6848-4669-b23b-25a4a76f900a
- Nationale Bibliotheek van Tsjechië: osa2010606023
- Nationale Bibliotheek van Israël: 987012502560105171
- Nationale Bibliotheek van Polen: a0000003438172
- Nederlandse Thesaurus van Auteursnamen: 070048347
- Système universitaire de documentation: 200303554
- Virtual International Authority File: 76503939
- WorldCat: E39PBJjmM9cKd6qwGMHDKHXTpP